# محوطه پیله کفتار
محوطه پیله کفتار مربوط به دوره اشکانیان - سده‌های اولیه دوران‌های تاریخی پس از اسلام است و در شهرستان نیر، بخش مرکزی، دهستان دورسون خواجه، روستای گوگرچین واقع شده و این اثر در تاریخ ۲۷ بهمن ۱۳۸۷ با شمارهٔ ثبت ۲۴۵۶۹ به‌عنوان یکی از آثار ملی ایران به ثبت رسیده است.